# Yucca baileyi subsp. intermedia
Yucca baileyi subsp. intermedia (englischer Trivialname „Intermediate Yucca“) ist eine Unterart der Pflanzenart Yucca baileyi in der Familie der Spargelgewächse (Asparagaceae).

## Beschreibung
Yucca baileyi subsp. intermedia wächst solitär bis gruppenbildend und formt drei bis vier Rosetten. Sie ist stammlos, manchmal jedoch mit Stämmen bis 30 cm Höhe. Die flexiblen, biegsamen, gelb-grünen bis grünen Laubblätter sind 30 bis 60 cm lang und 0,5 bis 1,5 cm breit. Sie bilden an den Blatträndern feine Fasern.
Der in den Blättern beginnende, traubige Blütenstand ragt über die Blätter hinaus und wird 1 bis 1,5 Meter hoch. Die hängenden, glockenförmigen, kugeligen, weißen bis cremefarbenen Blüten weisen eine Länge von 5 bis 6 cm und einen Durchmesser von 2 bis 2,5 cm auf. Diese Unterart blüht schon im Jugendstadium, während die Unterart Yucca baileyi subsp. baileyi im adulten Stadium blüht. Die Blütezeit reicht von Mai bis Juni.

## Vorkommen
Yucca baileyi subsp. intermedia ist im Staat New Mexico in Ebenen und auf flachen Hügeln in unterschiedlichen Böden am Rande von Nadelwäldern mit Kiefern- und Wacholder-Arten in Höhenlagen zwischen 1500 und 2000 Metern verbreitet. Sie wächst vergesellschaftet mit Toumeya papyracantha, Mammillaria wrightii, Echinocereus fendleri, Echinocereus triglochidiatus, Echinocereus viridiflorus und verschiedenen anderen Kakteenarten.
Yucca baileyi subsp. intermedia ist in Mitteleuropa frosthart bis minus 18 °C. Sie ist selten in den Sammlungen.

## Systematik
Der botanische Name Yucca baileyi subsp. intermedia weist auf die Zwischenform hin.
Die Beschreibung durch Fritz Hochstätter unter dem Namen Yucca baileyi subsp. intermedia ist 1998 veröffentlicht worden.
Synonyme
- Yucca intermedia McKelvey, 1947[2]
- Yucca baileyi var. ramosa McKelvey, 1947[3]
- Yucca baileyi var. intermedia Reveal, 1977[4]

## Bilder

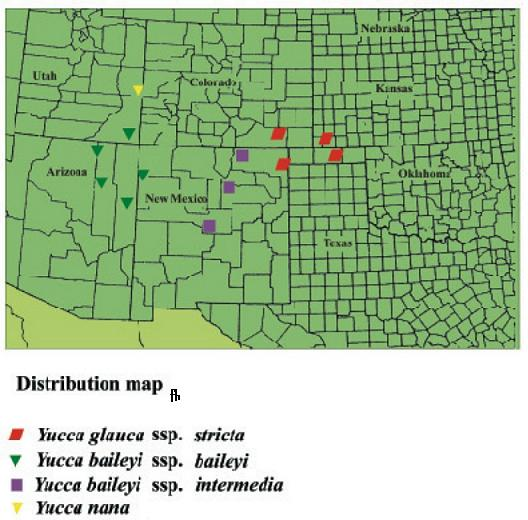
Yucca baileyi Verbreitungsgebiet
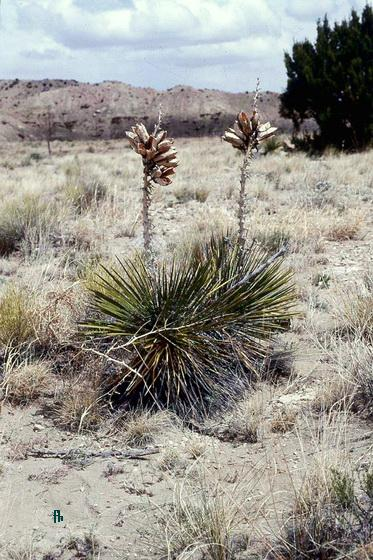
Yucca baileyi subsp. intermedia mit geöffneten Kapselfrüchten in New Mexico